# محمد المويلحي
محمد إبراهيم عبد الخالق المويلحي (1858 - 1930 م) أديب وصَحَفي مصري، شارك مع والده في تأسيس عدَّة صحف، وتولَّى رئاسة تحرير "مصباح الشرق". اشتَهَر بكتابه "من حديث عيسى ابن هشام"، وله كتب أخرى. شارك في الثورة العرابية فنُفي إلى إستانبول من 1882 إلى 1887.

## سيرته
وُلد محمد بن إبراهيم بن عبد الخالق المويلحي في القاهرة عام 1858، لأسرة من الأشراف مقرَّبة جدًّا إلى الخديوي إسماعيل. والده إبراهيم المويلحي الأديب والصَّحَفي المعروف، وأصله من المويلح في شمال الحجاز، وأول من انتقل إلى مصر من أسلافه جدُّه أحمد المويلحي.
ألقي القبض عليه سنة 1882 في أثناء الثورة العرابية وهو يوزِّع منشورات، وحُكم عليه بالإعدام، بيد أن الحُكم خُفِّف وبُدِّل إلى حُكم بالنفي، فالتحقَ بأبيه إبراهيم وبالخديوي إسماعيل في أوربَّا وشارك مع أبيه في تأسيس عدة جرائد منها الاتحاد. ثم قضى مدَّة من الزمن بالأستانة حيث أتيح له أن ينسخ مخطوطات منسية لعدَّة أدباء من العرب المشهورين أمثال أبي العلاء المعرِّي ونشرها فيما بعد في مصباح الشرق. ترك أباه بالأستانة سنة 1887 وعاد إلى مصر حيث استأنف نشاطه الصَّحَفي فنشر عدَّة مقالات في المقطم متعلقة بالقضية الوطنية. 
تقرَّب إلى الأميرة نازلي فاضل واتصل بمن حولها من الإصلاحيين أمثال: محمد عبده، وقاسم أمين، وحافظ إبراهيم. عاد أبوه إبراهيم إلى مصر سنة 1895 وأسَّس صحيفة "مصباح الشرق" فتولَّى محمد بالتدريج رئاسة تحريرها، ونشر فيها أشهر عمل له تحت عنوان "فترة من الزمان".

## نشاطه الأدبي
حديث عيسى بن هشام، أو (فترة من الزمن) هي سلسلة من مقالات منسوجة على مِنوال بديع الزمان الهمذاني مسجوعة سَجْعًا متقنًا. الراوي، عيسى بن هشام نفس راوي مقامات الهمذاني. بيد أن الشكل إن كان كلاسيكيًّا فإن الفحوى حديثة جدًّا إلى درجة أن هذا العمل عُدَّ همزة وصل بين الأدب العربي القديم وبين الأشكال الفنية الجديدة. ذلك أن نزهة عيسى وصاحبه الباشا في مصر أواخر القرن التاسعَ عشرَ تؤدِّي إلى نقد اجتماعي لاذع بعيد كل البعد عن التطلعات العاطفية والفلسفية التي كانت تَسِمُ الرواية العربية الناشئة. جُمعت هذه المقالات سنة 1907 تحت عنوان حديث عيسى بن هشام، وأعيد طبعها مرَّات كثيرة. 
في نفس الجريدة نشر محمد المويلحي "نقد ديوان شوقي" و"علاج النفس" (وهي سلسلة من المقالات الفلسفية).

## وفاته
بعد موت أبيه سنة 1906 اعتزل محمد الساحة الفكرية شيئًا فشيئًا إلى أن مات بحلوان سنة 1930.